# كيم (نهم)

تعديل مصدري - تعديل

كيم هي إحدى قرى عزلة عيال غفير بمديرية نهم التابعة لمحافظة صنعاء، بلغ تعداد سكانها 63 نسمة حسب تعداد اليمن لعام 2004.